# Cardenal protodiaca
El cardenal protodicaca és el primer cardenal de l'orde diaconal, és a dir, el cardenal diaca nominat des de fa més temps. Si l'antiguitat entre diversos cardenals és la mateixa, la prioritat recau en el prelat citat en primer lloc en la llista de cardenals creats al consistori.
Al cardenal protodiaca li correspon la missió d'anunciar l'elecció del papa recitant la cèlebre fórmula Habemus Papam!; a més, imposa el pal·li al nou pontífex electe a la missa d'inici del ministeri petri, presenta els metropolitans que han de rebre el pal·li del pontífex durant la solemnitat de Sant Pere i Sant Pau (29 de juny), anuncia la concessió de la indulgència plenària quan el papa imparteix la benedicció Urbi et Orbi per Nadal i Pasqua.
Des del 12 de juny de 2014 el cardenal protodiaca és Renato Raffaele Martino.

## Cardenals protodiaques
...
- Romano, (? - 1135)
- Aimerico, C.R.L., (1135 - 1141 ?)
- Gregorio Tarquini, (1143 - 1145)
- Odone Fattiboni, (1145 - 1162)
- Ugo di Foliet O.S.B., (1162 - 1164)
- Giacinto Bobone, (1164 - 1191) (esdevingut papa amb el nom de Celestí III)
- Graziano da Pisa, (1191 - 1203)

...
- Giovanni dei conti di Segni, (1210 - 1213)
- Guido Pierleone, (1213 - 1221)
- Ottaviano dei conti di Segni, (1221 - 1231)
- Raniero Capocci, (1231 - 1250)

...
- Gil Torres, (1252 - 1254)
- Riccardo Annibaldi, (1254 - 1276)
- Giovanni Gaetano Orsini, (1276 - 25 de novembre de 1277) (esdevingut papa amb el nom de Nicolau III)
- Giacomo Savelli, (1277 - 2 d'abril de 1285) (esdevingut papa amb el nom d'Honori IV)
- Goffredo da Alatri, (1285 - 1287)
- Matteo Rubeo Orsini, (1287 - 1305)
- Giacomo Colonna (1305 - 1307)

...
- Napoleone Orsini, (1318 - 1342)
- Raymond Guillaume des Fargues, (1342 - 1346)
- Gaillard de la Mothe (o de Lamotte) (1346 - 1352)
- Guillaume de la Jugée (o Jugie) (1352 - 1356)
- Bernard de la Tour (1356 - 1368)
- Nicolas de Besse (1368 - 1369)
- Pierre Roger de Beaufort (1369 - 1370) (esdevingut papa amb el nom de Gregori XI)
- Rinaldo Orsini (1370 - 1374)
- Hugues de Saint-Martial (1374 - 1378)
- Guglielmo di Capua (1383 - 1384)
  - Hugues de Saint-Martial (1378 - 1403) d'obediència avinyonesa des del 1378[1]
- Marino Bulcani (1390 - 1394)
- Angelo d'Anna de Sommariva, O.S.B. Cam. (1394-1396)
- Landolfo Maramaldo (1403/1404 - 1408)
  - Landolfo Maramaldo (1408 - 1415) (d'obediència pisana)
  - Ludovico Fieschi (1403 - 1404) (d'obediència avinyonesa dal 1404 i pisana dal 1409

### Després del Concili de Constança
- Landolfo Maramaldo (4 juliol – 16 octubre 1415)
- Amedeo di Saluzzo (16 octubre 1415 – 28 juny 1419)
- Rinaldo Brancaccio (28 juny 1419 – 27 març 1427)
- Lucido Conti (27 març 1427 – 9 setembre 1437)
- Domenico Capranica (9 setembre 1437 – 9 maig 1443)
- Prospero Colonna (9 maig 1443 – 24 març 1463)
- Rodrigo Borgia † (març 1463 - 30 agost 1471), elegit papa Alexandre VI
- Francesco Nanni Todeschini-Piccolomini (30 agost 1471 – 22 setembre 1503), elegit papa Pius III)
- Raffaele Sansone Riario † (de setembre de 1503 - 29 de novembre de 1503)
- Giovanni de' Medici (29 de novembre de 1503-1513), esdevingut papa amb el nom de papa Lleó X
- Federico Sanseverino † (1513 - 7 d'agost de 1516)
- Alessandro Farnese † (d'agost de 1516 - 15 de juny de 1519), esdevingut papa amb el nom de Paolo III
- Ippolito d'Este † (de juny de 1519 - 3 de setembre de 1520)
- Amanieu d'Albret † (3 de setembre de 1520 - 20 de desembre de 1520)
- Marco Corner † (20 de desembre de 1520 - 14 de desembre de 1523)
- Alessandro Cesarini † (14 de desembre de 1523 - 31 de maig de 1540)
- Nicolò Ridolfi † (31 de maig de 1540 - 31 de gener de 1550)
- Innocenzo Cibo † (28 de febrer de 1550 - 14 d'abril de 1550)
- Niccolò Gaddi † (27 de juny de 1550 - 20 de novembre de 1551)
- Guido Ascanio Sforza di Santa Fiora † (9 de març de 1552 - 6 d'octubre de 1564)
- Giulio della Rovere † (1566 - 8 d'agost de 1567)
- Innocenzo Ciocchi del Monte † (1570 - 2 de novembre de 1577)
- Antonio Carafa † (8? de novembre de 1577 - 12 de desembre de 1583)
- Luigi d'Este † (1584 - 30 de desembre de 1586)
- Ferran de Mèdici † (7 de gener de 1587 - 28 de novembre de 1588)
- Francesco Sforza † (5 de desembre de 1588 - 13 de novembre de 1590) - Anuncià l'elecció de Leó XI i de Pau V.
- Andrea d'Austria † (1590 - 12 de novembre de 1600)
- Odoardo Farnese † (13 de novembre de 1617 - 11 de gener de 1621)
- Andrea Baroni Peretti Montalto † (11 de gener de 1621 - 5 de maig de 1621) - Anuncià l'elecció de Gregori XV.
- Alessandro d'Este † (19 d'abril de 1621 - 2 d'octubre de 1623) - Anuncià l'elecció de Urbà VIII.
- Carlo Emmanuele Pio di Savoia † (2 d'octubre de 1623 - 16 de març de 1626)
- Maurizio di Savoia † (1626 - 10 de novembre de 1642)
- Carlo de' Medici † (1630 - 12 de desembre de 1644) - Anuncià l'elecció d'Innocenci X.
- Antonio Barberini † (1642 - 21 de juliol de 1653)
- Giangiacomo Teodoro Trivulzio † (1653 - 14 de maig de 1655) - Anuncià l'elecció d'Alexandre VII.
- Giulio Gabrielli † (1655 - 6 de març de 1656)
- Virginio Orsini † (1656 - 11 d'octubre de 1666)
- Rinaldo d'Este † (d'octubre de 1666 - 12 de març de 1668) - Anuncià l'elecció de Climent IX.
- Francesco Maidalchini † (1668 - 19 d'octubre de 1689) - Anuncià l'elecció de Climent X, d'Innocenci XI i d'Alexandre VIII.
- Niccolò Acciaiuoli † (1689 - 28 de novembre de 1689)
- Urbano Sacchetti † (1690 - 22 de desembre de 1693) - Anuncià l'elecció d'Innocenci XII.
- Benedetto Pamphili, O.S.Io.Hieros. † (22 de desembre de 1693 - 22 de març de 1730) - Anuncià l'elecció de Climent XI, d'Innocenci XIII i de Benet XIII.
- Lorenzo Altieri † (1730 - 3 d'agost de 1741) - Anuncià l'elecció de Climent XII. Substituït pel successor per l'anunci de l'elecció de Benet XIV.
- Carlo Maria Marini † (7? d'agost de 1741 - 16 de gener de 1747) - Anuncià l'elecció de Benet XIV.
- Alessandro Albani † (16 de gener de 1747 - 11 de desembre de 1779) - Anuncià l'elecció de Climent XIII, de Climent XIV i de Pius VI.
- Antonio Maria Doria Pamphilj † (12 de març de 1798 - 31 de gener de 1821) - Anuncià l'elecció de Pius VII.
- Fabrizio Dionigi Ruffo † (31 de gener de 1821 - 13 de desembre de 1827) - Anuncià l'elecció de Lleó XII.
- Giuseppe Albani † (13 de desembre de 1827 - 3 de desembre de 1834) - Anuncià l'elecció de Pius VIII i de Gregori XVI.
- Agostino Rivarola † (3 de desembre de 1834 - 7 de novembre de 1842)
- Tommaso Riario Sforza † (7 de novembre de 1842 - 14 de març de 1857) - Anuncià l'elecció de Pius IX.
- Ludovico Gazzoli † (14 de març de 1857 - 12 de febrer de 1858)
- Giuseppe Ugolini † (12 de febrer de 1858 - 19 de desembre de 1867)
- Giacomo Antonelli † (19 de desembre de 1867 - 6 de novembre de 1876)
- Prospero Caterini † (6 de novembre de 1876 - 28 d'octubre de 1881) - Anuncià l'elecció de Lleó XIII.
- Teodolfo Mertel † (28 d'octubre de 1881 - 24 de març de 1884)
- Domenico Consolini † (24 de març de 1884 - 20 de desembre de 1884)
- Lorenzo Ilarione Randi † (20 de desembre de 1884 - 20 de desembre de 1887)
- Giuseppe Pecci † (20 de desembre de 1887 - 8 de febrer de 1890)
- John Henry Newman, C.O. † (8 de febrer de 1890 - 11 d'agost de 1890)
- Joseph Hergenröther † (11 d'agost de 1890 - 3 d'octubre de 1890)
- Tommaso Maria Zigliara, O.P. † (3 d'octubre de 1890 - 1 de juny de 1891)
- Isidoro Verga † (1 de juny de 1891 - 22 de juny de 1896)
- Luigi Macchi † (22 de juny de 1896 - 29 de març de 1907) - Anuncià l'elecció de Pius X.
- Andreas Steinhuber, S.J. † (29 de març de 1907 - 15 d'octubre de 1907)
- Francesco Segna † (15 d'octubre de 1907 - 4 de gener de 1911)
- Francesco Salesio Della Volpe † (4 de gener de 1911 - 5 de novembre de 1916) - Anuncià l'elecció de Benet XV.
- Gaetano Bisleti † (5 de novembre de 1916 - 17 de desembre de 1928) - Anuncià l'elecció de Pius XI.
- Camillo Laurenti † (17 de desembre de 1928 - 16 de desembre de 1935)
- Camillo Caccia Dominioni † (16 de desembre de 1935 - 12 de novembre de 1946) - Anuncià l'elecció de Pius XII
- Nicola Canali † (12 de novembre de 1946 - 3 d'agost de 1961) - Anuncià l'elecció de Joan XXIII
- Alfredo Ottaviani † (3 d'agost de 1961 - 26 de juny de 1967) - Anuncià l'elecció de Pau VI
- Arcadio María Larraona Saralegui, C.M.F. † (26 de juny de 1967 - 28 d'abril de 1969)
- William Theodore Heard † (28 d'abril de 1969 - 18 de maig de 1970)
- Antonio Bacci † (18 de maig de 1970 - 20 de gener de 1971)
- Michael Browne, O.P. † (20 de gener de 1971 - 31 de març de 1971)
- Federico Callori di Vignale † (31 de març de 1971 - 10 d'agost de 1971)
- Charles Journet † (10 d'agost de 1971 - 5 de març de 1973)
- Pericle Felici † (5 de març de 1973 - 30 de juny de 1979) - Anuncià l'elecció de Joan Pau I i de Joan Pau II
- Sergio Pignedoli † (30 de juny de 1979 - 15 de juny de 1980)
- Umberto Mozzoni † (15 de juny de 1980 - 2 de febrer de 1983)
- Opilio Rossi † (2 de febrer de 1983 - 22 de juny de 1987)
- Giuseppe Caprio † (22 de juny de 1987 - 26 de novembre de 1990)
- Aurelio Sabattani † (26 de novembre de 1990 - 5 d'abril de 1993)
- Duraisamy Simon Lourdusamy † (5 d'abril de 1993 - 29 de gener de 1996)
- Eduardo Martínez Somalo (29 de gener de 1996 - 9 de gener de 1999)
- Pio Laghi † (9 de gener de 1999 - 26 de febrer de 2002)
- Luigi Poggi † (26 de febrer de 2002 - 24 de febrer de 2005)
- Jorge Arturo Medina Estévez (24 de febrer de 2005 - 2 de gener de 2007) - Anuncià l'elecció de Benet XVI
- Darío Castrillón Hoyos (2 de gener de 2007 - 1 de març de 2008)
- Agostino Cacciavillan (1 de març de 2008 - 21 de febrer de 2011)
- Jean-Louis Tauran (21 de febrer de 2011 - 12 de juny de 2014) - Anuncià l'elecció de Francesc
- Renato Raffaele Martino (12 de juny de 2014 - al càrrec)